# Michal Palinek
Michal Palinek (* 10. srpna 1967 Přerov) je bývalý český volejbalista, po ukončení kariéry se stal trenérem. Byl znám pod přezdívkou Palda, jeho mladší bratr Jan Palinek byl prvoligovým fotbalistou.
Šestkový volejbal hrál za Zbrojovku Brno, Olymp Praha, Aero Odolena Voda a VK Setuza Ústí nad Labem, získal sedm extraligových titulů. S československou reprezentací startoval na mistrovství světa ve volejbale mužů 1990 v Brazílii, kde obsadil deváté místo.
Od roku 1993 se zaměřil na plážový volejbal. Jeho prvním partnerem byl Marek Pakosta, s nímž vyhrál mistrovství Evropy v plážovém volejbale 1996 v Pescaře, spolu startovali také na olympiádě 1996 v Atlantě, kde obsadili 13. místo. Poté hrál s Přemyslem Kubalou, na Mistrovství světa v plážovém volejbalu 1997 skončili na děleném 17. místě a o rok později byli čtvrtí na Beach Volleyball World Tour v Berlíně. Na olympiádě 2000 v Sydney vytvořil pár s Martinem Léblem a skončili na 17. místě. Mistrovství světa v roce 2001 se zúčastnil se Stanislavem Pochopem, vypadli v základní skupině.